# 9398 Bidelman
A 9398 Bidelman (ideiglenes jelöléssel 1994 SH3) egy kisbolygó a Naprendszerben. A Spacewatch program keretében fedezték fel 1994. szeptember 28-án.